# Au (công ty điện thoại di động)

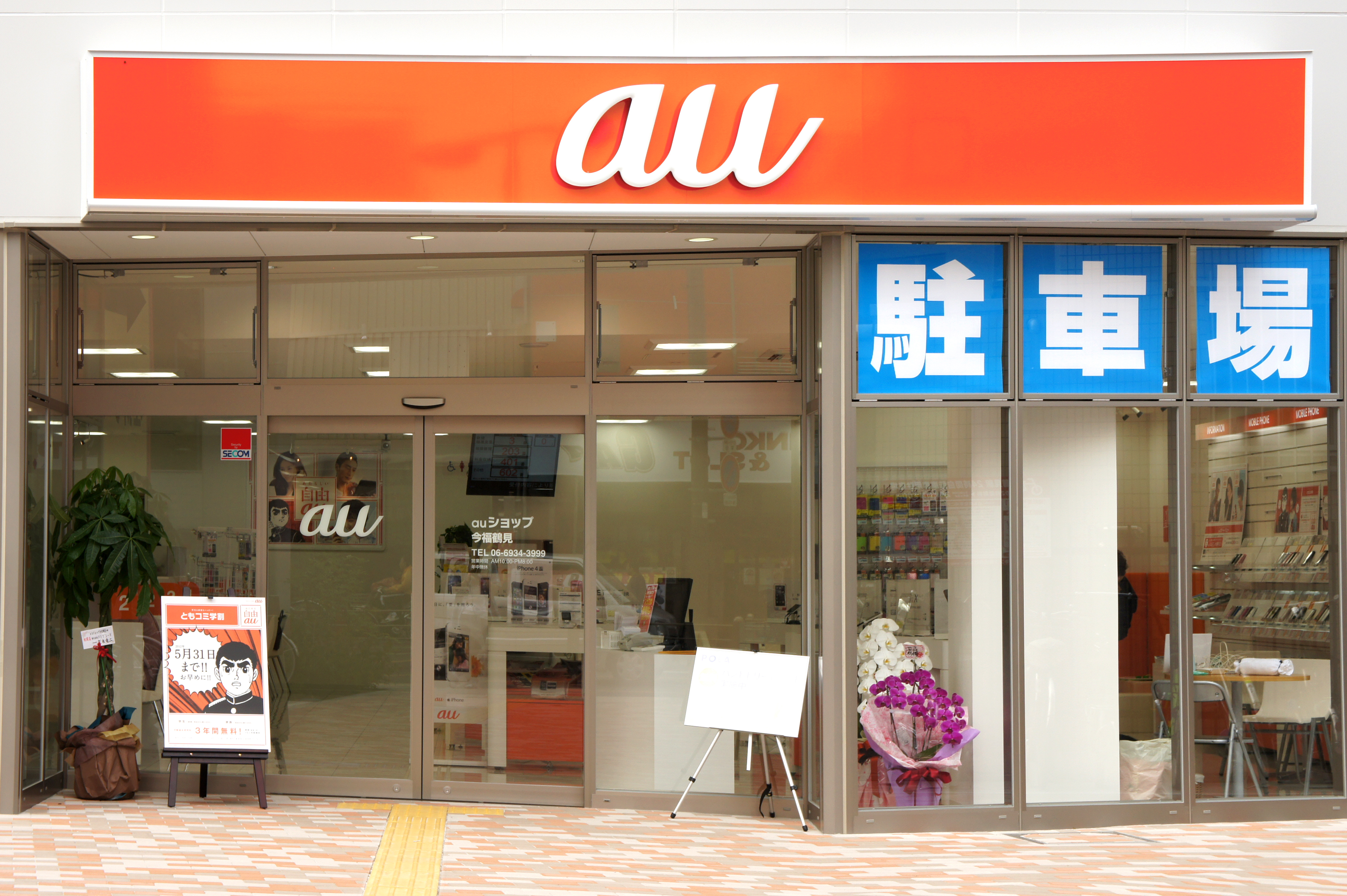
Một cửa hàng au ở Osaka

au, hay au by KDDI, là một thương hiệu điện thoại di động của Nhật Bản, cung cấp  bởi KDDI Corporation ở bốn đảo chính và Okinawa Cellular ở Okinawa.